# Mommie Beerest
«Mommie Beerest» (рус. «Пивная мамочка») — седьмая серия шестнадцатого сезона мультсериала «Симпсоны». Впервые вышла в эфире американской телекомпании Fox 30 января 2005 года. Эпизод был посвящен Джонни Карсону, который умер за неделю до выхода эпизода в эфир. Карсон был приглашенной звездой в эпизоде «Krusty Gets Kancelled».

## Сюжет
Симпсоны празднуют бранч в модном ресторане, в честь того, что Гомер, наконец, погасил ипотеку. После того, как Барт и Лиза начинают борьбу едой, расстроенный семьёй Гомер отправляется к Мо, где инспектор здоровья пришел со своим регулярным визитом. Поскольку инспектор является другом Мо, он дает таверне чистый счет здоровья, независимо от многочисленных нарушений, но он умирает, потребляя одно из истекших маринованных яиц. Новый инспектор немедленно объявляет Таверну Мо закрытой до тех пор, пока нарушения не будут устранены.
Позже, после того, как таверна Мо была закрыта, завсегдатаи таверны проводят ирландские поминки на тротуаре. Гомер решает помочь Мо вновь открыть бар, получив новую ипотеку для своего дома, подковывая Мардж, которая становится новой совладелицей. Гомер посещает убирание таверны Мо и Мардж, чтобы защитить свои инвестиции, и она предлагает Гомеру просто сконцентрироваться на детях. Мардж также предполагает, что «Таверна Мо» должла стать английским пабом и сменить название на «The Nag & Weasel» (рус. "Хорёк и ослица") для улучшения своего имиджа. Паб имеет успех, Барт и Лиза отмечают, что Мардж сейчас тратит больше времени на таверну, чем Гомер когда-либо. Последний беспокоится, но у Мардж нет проблем с этим.
Как только Гомер и Мардж вместе идут в кино, к ним присоединяется Мо, и Гомер узнает от Ленни и Карла, что Мардж и Мо имеют так называемую «эмоциональную связь». Гомер также боится, когда супруга напоминает ему в 11-й раз, что они планируют посетить конвенцию барменов на Арубе. Пытаясь спасти свой брак, он мчится в аэропорт, в сопровождении шефа Виггама и добирается до самолёта как раз, как тот собирается оторваться от земли. Тем временем Мо, увидев из иллюминатора Гомера, окончательно выдает свои истинные чувства к своему партнеру, которые он так долго скрывал. Он говорит Мардж, что любит ее, и в спешке просит ее выйти за него замуж. Мардж шокирована, но прежде чем она отвечает, мокрый Гомер вырывается из унитаза в туалете и свирепо смотрит на Мо, чтобы тот оставил его жену в покое. Мо кричит, что Гомер вообще не заслуживает Мардж, так как он ничего не знает о ней: ее любимое блюдо, например. Гомер признается, что он мало знает о своей жене, но, несмотря на свои ошибки, Мардж успокаивает его, что он, а не бармен, действительно её настоящая любовь.
Эти трое прибывают в Арубу, где жалкий Мо пытается утопиться, но его останавливают Мардж и Гомер. Мардж объясняет ему, что он достаточно милый человек, которого полюбит кто-то другой, если только он захочет сделать несколько незначительных изменений. Мо, кажется, слушает её, но, тем не менее, возвращается к своей первоначальной схеме обмена гостиничным номером с Мардж (он потихоньку поменял заказ). Мардж вместо этого вынуждает Мо разделить кровать с Гомером, пока она расположиться на диване. Вдруг она осознает, что никто не наблюдает за детьми, которые в то время отправляются в Париж на воздушном шаре.
Во время титров Мардж и Гомер радуются в Таверне Мо, на этот раз в восстановленной.

## Отношение критиков и публики
Во время премьеры на канале Fox эпизод просмотрели 9.97 млн человек. За этот эпизод Майкла Прайса в 2006 году выиграл премию «Гильдии писателей Америки» за анимационный фильм, третий год подряд отмечая, что эпизод «Симпсонов» получил награду.